# Nanos agaboides
Nanos agaboides là một loài bọ cánh cứng trong họ Bọ hung (Scarabaeidae).